# 陸潤康
陸潤康（1927年6月19日—2020年10月23日）,江蘇無錫人。前中華民國財政部部長，因十信事件辭職。曾任大中票券金融股份有限公司董事長、東吳大學校友總會理事長、東吳大學校友總會榮譽會長、法治建設基金會董事長、中華金融業務研究發展協會榮譽理事長。2020年10月23日安詳辭世。

## 學歷
- 1952~1956 私立東吳大學法律系學士。
- 1958~1959 美國南美以美大學法學院碩士。

## 經歷
- 1954~1963 行政院秘書、參議。
- 1963~1965 行政院國際經濟合作發展委員會專門委員。
- 1965~1968 經濟部商業司副司長。
- 1968~1969 經濟部主任秘書、參事。
- 1969~1972 財政部參事兼財政部賦稅署副署長。
- 1972 財政部主任秘書。
- 1972~1974 財政部財稅資料處理及考核中心主任。
- 1974~1978 財政部台北市國稅局局長。
- 1978~1980 財政部關務署署長。
- 1980~1981 中央信託局局長。
- 1981~1984 財政部政務次長。
- 1984~1985 財政部部長兼中央銀行常務理事、行政院經濟建設委員會委員。[2][3]

## 褒揚令
2020年12月23日，中華民國總統蔡英文簽署陸潤康褒揚令，褒揚令全文如下：

財政部前部長陸潤康，瑋奇端穎，淵朗清曠。少歲卒業東吳大學法律系，旋負笈遊美，獲南美以美大學法學院碩士學位，博通載籍，橫翔捷出。歷任財政部財稅資料處理及考核中心主任、臺北市國稅局局長、關務署署長暨次長等職，精進便民報稅作業，究研自動查審方策；廣增外貿談判籌碼，爭取雙邊互惠待遇；調整產品稅率結構，保障臺商投資權益，沉謀畢慮，改柱張絃。尤以接掌財政部期間，簽署多元租稅協定，厚植空運競爭優勢；踐履關稅估價新制，嚴實入出境查緝事宜，復積極強化金融調節功能，宣導加值型營業稅；完善債票核銷措施，力促土地合理利用，片言立決，領異拔新；經略擘畫，明見萬里。榮退後，優游法律、金融、教育諸界，提供高效專業服務，形塑公平自由市場；膺聘東吳客座教授，設置校友文教基金，懷才抱德，蜚英騰茂。綜其生平，殫心國家財經體系發展，盡瘁臺灣稅賦要政興革，嘉猷功緒，聲溢金石；矩範遐軌，芳垂來茲。遽聞嵩齡凋殞，軫悼彌殷，應予明令褒揚，用示政府篤念邦彥之至意。

總　　　統　蔡英文　　　　

行政院院長　蘇貞昌　　　　